# Thiamine
Thiamine, ook vitamine B1 (aneurine) genoemd, is een wateroplosbare vitamine die met name betrokken is bij de energieproductie en de koolhydraatstofwisseling. Thiamine speelt ook een rol bij de geleiding van zenuwimpulsen. In geactiveerde (co-enzym) vorm speelt het een belangrijke rol bij de afbraak van glucose tot energie. Een chronisch tekort uit zich in de ziekte beriberi. De aanmaak (biosynthese) van thiamine gebeurt in de natuur voornamelijk door fytoplankton en bacteriën.
De stof is opgenomen in de lijst van essentiële geneesmiddelen van de WHO.

## Geschiedenis
In de periode tussen 1882 en 1886 ontdekte de Japanse marinearts Kanehiro Takaki dat de al in 2600 voor Chr. in China bekende ziekte beriberi door doelbewuste voeding (rijk aan vitamine B) genezen kan worden. Wanneer de mannen op de schepen meer vlees, melk, brood en groenten aten in plaats van voornamelijk witte rijst bleken ze aanmerkelijk minder te lijden aan beriberi.
In de jaren 90 van de 19e eeuw voeren de Nederlandse arts Christiaan Eijkman en zijn assistent Gerrit Grijns in het toenmalige Nederlands-Indië een serie experimenten uit, waarin ze ontdekken dat de symptomen van beriberi bij kippen kunnen worden opgewekt door ze witte rijst te geven en dat dit voorkomen en genezen kan worden door ze er de zemelen bij te geven. In 1895 stelde dokter A.G. Vorderman Eijkman in de gelegenheid om onderzoek te doen op mensen in gevangenissen. Op deze wijze kon hij controleren wat de gevangenen aten en kon hij ze langdurig volgen. Ook hier was de conclusie dat gevangenen die witte rijst aten meer kans liepen op beriberi. Eijkman schrijft dat toe aan een vermeend zenuwgif in het endosperm van rijst, waartegen een factor in de rijstzemelen zou beschermen. Hij noemde deze factor de "anti-beriberifactor". Eijkman publiceerde deze conclusie in 1897.
Maar zijn collega Gerrit Grijns begint te vermoeden dat juist het ontbreken van een bepaald ingrediënt tot ziekte leidt. Hij bespreekt dit idee van een (in de woorden van Grijns) "partiële honger" en een "ontbrekende stof" met Eijkman die moeite heeft de ideeën van Grijns te accepteren. Tot in het begin van de jaren twintig van de 20e eeuw blijft Eijkman zich verzetten tegen het idee dat het bij beriberi alleen om een tekort aan een bepaalde voedingsstof gaat. Hij bleef rekening houden met de mogelijkheid van een bacteriële oorzaak van beriberi. Hij raakte zelf pas geheel overtuigd van het stoffelijke karakter van vitaminen toen in 1926 Donath en Jansen erin slaagden thiamine te isoleren.
In 1898 vertrekt Eijkman weer naar Nederland. Gerrit Grijns neemt zijn plaats in op het onderzoeksinstituut. Hij voert nog enkele experimenten uit waarbij hij ontdekt dat ook het geven van groene erwten, groene bonen en vlees beriberi voorkomt bij gevogelte. Gerrit Grijns publiceert in 1901 zijn ideeën over "partiële honger", waarin hij bewijst dat beriberi niet wordt veroorzaakt door bacteriën en dat bepaalde voedingsmiddelen een antiberiberifactor bevatten.
In 1906 stelde de Britse biochemicus Sir Frederick Hopkins dat voedsel naast koolhydraten, vetten, eiwitten en zout ook bepaalde factoren ("accessory factors") bevat, die nodig zijn voor de functies van het menselijk lichaam. In 1929 werd aan Eijkman en Hopkins de Nobelprijs voor de Fysiologie of Geneeskunde toegekend omdat hun ontdekkingen hebben geleid tot de ontdekking van vitamines. Grijns werd gepasseerd, hoewel hij in 1926 en 1927 wel voor de prijs werd voorgedragen.
Na het lezen van een artikel van Christiaan Eijkman tracht Casimir Funk in 1912 de "antiberiberifactor" uit rijstzemelen te isoleren. In de actieve substantie die hij isoleerde vond hij een aminegroep, en om die reden noemde hij het een "vitamine", een amine essentieel voor het leven. Deze naam vindt snel brede acceptatie en draagt bij aan wetenschappelijke aandacht voor deficiëntieziekten. Uiteindelijk blijkt de door Funk geïsoleerde substantie maar weinig effect te hebben op beriberi en de stof blijkt later de antipellagravitamine te zijn, oftewel vitamine B3 (niacine).
De Nederlandse chemicus Barend Coenraad Petrus Jansen en zijn collega Willem Frederik Donath slaagden er in 1926 in de "antiberiberifactor" uit rijstmassa te kristalliseren (overigens in hetzelfde laboratorium als waar Eijkman en Grijns werkten). De substantie die ze vonden bleek in staat polyneuritis bij vogels te genezen, en werd daarom door hen "aneurine" genoemd. Ze isoleerden echter te weinig om de stof met zekerheid te identificeren.
Acht jaar later, in 1934, isoleert de Amerikaanse chemicus Robert R. Williams ongeveer 10 gram aneurinekristallen uit bijna 1000 kg rijstzemelen. In 1936 publiceert hij de structuur ervan. Hij beschrijft de synthese en een jaar later is de eerste commerciële productie van thiamine een feit (Andersag en Westphal). Vanwege de aanwezigheid van zowel een zwavelmolecule (thio) als een aminegroep geeft Williams het de benaming "thiamine", wat sindsdien de benaming "aneurine" vervangt. Ook kreeg het de benaming vitamine B mee, aangezien in 1930 reeds de structuur van een andere essentiële voedingsstof (vitamine A) was opgehelderd. Later werd de naam nog aangepast in vitamine B1.
In 1937 toonden Lohman en Schuster aan dat thiaminedifosfaat (TPP) een cofactor is die nodig was voor de oxidatieve decarboxylatie van pyruvaat (een reactie waarvan inmiddels bekend is dat deze door pyruvaatdehydrogenase wordt gekatalyseerd), daarmee leek het werkingsmechanisme van thiamine opgehelderd. Inmiddels blijkt dit een te simpele kijk op de zaken. Pyruvaatdehydrogenase is een van een serie enzymen waarvoor TPP als cofactor nodig is. Sindsdien zijn ook andere thiamine difosfaatderivaten ontdekt die mogelijk ook bijdragen aan de symptomen van thiaminedeficiëntie.

## Beschrijving van de functie
De actieve vorm van vitamine B1 is thiamine-pyrofosfaat (ook wel thiaminedifosfaat genoemd), afgekort: TPP. Voor de omzetting van thiamine in het werkzame co-enzym TPP is magnesium nodig.
Het TPP speelt een belangrijke rol als co-enzym van decarboxyase en transketolase bij de energieproductie en de synthese van lipiden en acetylcholine (vet- en koolhydraatmetabolisme) in de hersenen en de spieren. Thiamine en TPP bevinden zich in de zenuwen, met name in de axonen. De exacte functie van thiamine op deze plaats is nog niet geheel duidelijk, maar elektrische stimulatie van de axonen leidt tot de vorming van TDP en TPP. Ook de conditie en de werking van het geheugen hangen van deze vitamine af. Het is belangrijk bij het omzetten van koolhydraten in vet en daarmee de energiewinning uit de koolhydraten.
Er zijn diverse niet-wetenschappelijke bronnen waarin beweerd wordt dat vitamine B1 ook zou kunnen helpen tegen muggenbeten omdat het zwavelatoom het lichaam een geur zou doen afgeven waar muggen niet van houden. Wetenschappelijk onderzoek blijkt deze bewering echter niet hard te maken.
Benfothiamine is een synthetisch derivaat van vitamine B1 dat, in tegenstelling tot vitamine B1 zelf, vetoplosbaar is. Het wordt gebruikt ter preventie van zenuw- en bloedvatschade bij diabetici door het tegengaan van suikeraccumulatie. Benfothiamine blijkt bij ratten effectief tegen uveïtis, een ontstekingsziekte van de oogbal en een belangrijke oorzaak van blindheid.

## Chemische structuur
Chemisch gezien is thiamine een kation, dat in normale condities steeds een anion meedraagt. Doorgaans is dit het chloride-ion. In dat geval komt thiamine in zuivere toestand voor als een kleurloze vaste stof, die zeer goed oplosbaar is in water (500 g/L).

## Stabiliteit
Thiamine is hittestabiel beneden een pH van 5,0. Bij een pH van 7,0 of daarboven is dat niet meer het geval en wordt het snel vernietigd tijdens het koken. Tijdens het kookproces wordt gemiddeld circa 25% van de aanwezige thiamine vernietigd, daarnaast lossen grote hoeveelheden van deze vitamine op in het kookvocht en gaan verloren wanneer dit vocht wordt weggegooid.
Tanninen in koffie en zwarte thee blijken thiamine af te breken. Thiamine wordt ook afgebroken door het enzym thiaminase, dat voorkomt in rauwe vis en schaaldieren. Thiaminase zou ook in betelnoten voorkomen.

## Thiaminedeficiëntie

### Vóórkomen
Lichte tot matige thiaminedeficiëntie komt met name voor bij (gehospitaliseerde) ouderen. Mogelijk draagt dat bij aan de bij deze groep regelmatig optredende neurodegeneratie. Een langdurig tekort aan vitamine B1 wordt in de westerse wereld vrijwel alleen gezien bij chronisch alcoholmisbruik, soms komt het echter ook voor bij chronisch braken.

### Oorzaken
Een tekort aan vitamine B1 kan veroorzaakt worden door:
- Eenzijdig dieet (veel rauwe vis, dat vitamine B1 inactiveert, geslepen rijst)
- Verhoogde behoefte (bijvoorbeeld bij zwangerschap)
- Alcoholisme (alcohol werkt op diverse manieren negatief in op de vitamine B1-status)
- Verminderde inname bij verhoogde behoefte (bijvoorbeeld bij alcoholisme)
- Diabetes en/of insulineresistentie
- Aangeboren stofwisselingsziekte (MSUD, syndroom van Leigh, stoornis in pyruvaatmetabolisme)

De hoogste concentraties thiamine worden aangetroffen in het hart, de nieren, de lever en de hersenen, gevolgd door de leukocyten en de rode bloedcellen. Maar de opslagcapaciteit van het lichaam is beperkt. Op een thiaminevrij dieet is bij een normaal persoon de lichaamsvoorraad binnen 2 tot 3 weken uitgeput. Kort daarop kunnen de klinische symptomen van deficiëntie zich aandienen.

### Meten van de vitamine B1-status
Vitamine B1 bevindt zich in de rode bloedcel. De vitamine B1 (TPP) status dient dan ook in volbloed te worden gemeten. Een goede meting kan worden uitgevoerd met de HPLC. Het afgenomen bloed dient, zolang het nog niet voor meting wordt gebruikt, te worden afgeschermd van licht. Een concentratie in het bloed lager dan ~60 nmol/L, kan worden geïnterpreteerd als een vitamine B1-deficiëntie. Een alternatieve methode voor de vitamine B1-status is de bepaling van de transketolase-activiteit in erytrocyten. Deze methode is echter inferieur aan de HPLC-bepaling.

### Lichte en matige deficiëntie
Een lichte thiaminedeficiëntie uit zich in suboptimaal verlopende stofwisselingsprocessen voor de energievoorziening, wat zich kan uiten in moeheid, depressie, concentratieproblemen en geïrriteerdheid. Omstandigheden waarin dit zich kan voordoen zijn bijvoorbeeld zware lichamelijke inspanning, zwangerschap en lactatie, regelmatig gebruik van alcoholische dranken en ziekte.
Een chronisch tekort uit zich in ernstiger deficiëntiesymptomen. Er zijn twee kenmerkende thiaminedeficiëntieziekten, namelijk beriberi en de alcoholisme-gerelateerde thiaminedeficiëntie die zich uit in het syndroom van Wernicke en het syndroom van Korsakov.

### Syndroom van Wernicke-Korsakov
De vitamine B1-stofwisseling is bijzonder gevoelig voor overmatig alcoholgebruik, aangezien de absorptie van vitamine B1 afneemt en de uitscheiding ervan toeneemt door alcohol. Alcohol remt ook de activatie van thiamine in zijn co-enzymvorm TPP. Daarnaast hebben alcoholisten door vervanging van voedsel door alcohol vaak ook een inadequate inname van deze vitamine.
Door een dergelijk tekort ontwikkelt zich tachycardie en verminderde reflexen door aantasting van het perifere zenuwstelsel. Het ziektebeeld waar ook deze symptomen onder vallen, wordt ook wel het syndroom van Wernicke (encephalopathia haemorrhagica superior) genoemd. Dit is een ernstig bedreigende aandoening van de hersenstam met onder meer nystagmus, scheelzien en verwardheid.
In deze eerste, acute fase zijn de symptomen nog reversibel. Bij nog langduriger onthouding van vitamine B1 ontstaat een reeks van onherstelbare beschadigingen aan vooral het centrale zenuwstelsel, waarvan de symptomen vallen onder het syndroom van Korsakov. Dit ziektebeeld gaat gepaard met een blijvende stoornis van de inprenting; de patiënt heeft vooral moeite met het opnemen van verbaal aangeboden informatie; in extreme gevallen leidt dit tot het gevangen zijn in de tijd: de patiënt merkt het voortschrijden der jaren niet meer op en schrikt van onweerlegbare bewijzen zoals ouderdomsverschijnselen.
Ook kan polyneuritis ontstaan: aantasting van de lange zenuwen, bijvoorbeeld in de benen.
Bij alcoholontwenningskuren schrijven artsen vaak vitamine B1 voor. De kans op overdosering is klein aangezien het overschot direct wordt uitgescheiden via de urine.

### Beriberi
Beriberi uit zich met name als een aandoening van het zenuwstelsel en het cardiovasculaire systeem. Er zijn drie soorten beriberi: droge beriberi (een polyneuropathie, gepaard gaande met spieratrofie), natte beriberi (met oedeem, anorexie, spierzwakte, verwarring en uiteindelijk hartfalen) en infantiele beriberi, waarbij symptomen als braken, convulsies en anorexie vrij abrupt optreden, gevolgd door overlijden door hartfalen.
Beriberi kwam in het begin van de 20e eeuw endemisch voor in landen waar witte rijst een belangrijk onderdeel uitmaakt van het voedselpatroon, met name in Azië. Sinds 1940 wordt witte rijst vaak verrijkt met de vitamines die tijdens het productieproces verloren gaan. Niettemin komt beriberi nog steeds voor in Aziatische landen waar witte rijst soms tot 80% van de dagelijks energie-inname uitmaakt.

### Milieu en natuur
Wanneer in het zeemilieu een tekort aan thiamine ontstaat, kan dit gevolgen hebben in de voedselketen: een thiaminegebrek kan bij zeevogels en zoutwatervissen leiden tot sterk verhoogde sterfte, niet alleen van broedsel, maar ook van volwassen dieren. Als mogelijke oorzaken voor het tekort wordt gedacht aan eutrofiëring (bijvoorbeeld in de Baltische Zee), maar ook aan opwarming van het zeewater, als gevolg van de klimaatverandering.